# Hrabia Barrymore
Baronowie Barry 1. kreacji (parostwo Anglii)
- 1261–1278: David de Barry, 1. baron Barry
- 1278–1285: John Barry, 2. baron Barry
- 1285–1290: David FitzDavid Barry, 3. baron Barry
- 1290–1330: John Barry, 4. baron Barry
- 1330–1347: David Barry, 5. baron Barry
- 1347–1392: David Barry, 6. baron Barry
- 1392–1420: John Barry, 7. baron Barry
- 1420–1480: William Barry, 8. baron Barry
- 1480–1486: John Barry, 9. baron Barry
- 1486–1488: Thomas de Barry, 10. baron Barry
- 1488–1500: William Barry, 11. baron Barry
- 1500–1530: John Barry, 12. baron Barry
- 1530–1534: John Barry, 13. baron Barry
- 1534–1553: John FitzJohn Barry, 14. baron Barry

Wicehrabiowie Barry 1. kreacji (parostwo Anglii)
- 1541–1553: John FitzJohn Barry, 1. wicehrabia Barry
- 1553–1556: Edmund FitzJohn Barry, 2. wicehrabia Barry
- 1556–1557: James FitzJohn Barry, 3. wicehrabia Barry
- 1557–1581: James FitzRichard Barry, 4. wicehrabia Barry
- 1581–1617: David Barry, 5. wicehrabia Barry
- 1617–1642: David Barry, 6. wicehrabia Barrymore

Hrabiowie Barrymore 1. kreacji (parostwo Irlandii)
- 1627–1642: David Barry, 1. hrabia Barrymore
- 1642–1694: Richard Barry, 2. hrabia Barrymore
- 1694–1699: Laurence Barry, 3. hrabia Barrymore
- 1699–1747: James Barry, 4. hrabia Barrymore
- 1747–1751: James Barry, 5. hrabia Barrymore
- 1751–1773: Richard Barry, 6. hrabia Barrymore
- 1773–1793: Richard Barry, 7. hrabia Barrymore
- 1793–1823: Henry Barry, 8. hrabia Barrymore